# Aarhus Tech
Aarhus Tech (indtil 2011 Aarhus tekniske Skole) er en teknisk skole i Aarhus og Viby.
Skolen blev grundlagt som Prins Frederik Ferdinands Tegne- og Søndagsskole i 1828. Siden er skolen vokset, så den er i dag er blandt landets største tekniske skoler med 3.600 årselever. I 2002 fusionerede skolen med AMU Østjylland. Ydermere fusionerede Aarhus Tech med Langkaer Gymnasium i 2018, hvor det fik navnet Aarhus Gymnasium, Tilst.
Aarhus Tech udbyder 27 erhvervsuddannelser, 17 EUX-uddannelser, 4 gymnasiale uddannelser, 2 10.-klasser samt hundredvis af AMU-kurser. Årligt omsætter skolen for 340 mio. kr. (2017), og den beskæftiger 555 ansatte. Skolen drives som selvejende institution.
Skolen er fysisk placeret i tre forskellige bydele i Aarhus med skoler på Kileparken 25, Dollerupvej 2-4, Hasselager Allé 2, Hasselager Allé 10 og Halmstadgade 6 (Hovedafdelingen).